# Söderfors landskommun
Söderfors landskommun var tidigare en kommun i Uppsala län.

## Administrativ historik
Den 1 januari 1863, när kommunalförordningarna började tillämpas, skapades över hela riket cirka 2 500 kommuner, varav 89 städer, 8 köpingar och resten landskommuner. Då inrättades i Söderfors socken i Örbyhus härad i Uppland denna kommun.
1952 genomfördes den första av 1900-talets två genomgripande kommunreformer i Sverige. Denna påverkade inte Söderfors, vilken kvarstod som egen kommun fram till 1974, då den upphörde och området överfördes till Tierps kommun.
Kommunkoden 1952–73 var 0318.

### Kyrklig tillhörighet
I kyrkligt hänseende tillhörde kommunen Söderfors församling.

## Kommunvapen
Blasonering: I fält av guld fyra svarta patentankare, vilka, förenade i sköldens mitt och med kronorna utåtriktade, bilda ett rätvinkligt andreaskors.
Vapnet antogs 1957.

## Geografi
Söderfors landskommun omfattade den 1 januari 1952 en areal av 106,87 km², varav 82,27 km² land. Efter nymätningar och arealberäkningar färdiga den 1 januari 1956 omfattade landskommunen den 1 november 1960 (enligt indelningen den 1 januari 1961) en areal av 99,53 km², varav 78,53 km² land.

### Tätorter i kommunen 1960
I Söderfors kommun fanns tätorten Söderfors, som hade 2 437 invånare den 1 november 1960. Tätortsgraden i kommunen var då 85,8 procent.

## Politik

### Mandatfördelning i valen 1938–1970
| 18 | 2 |

| 19 |

| 18 | 2 |

| 19 |

| 1 | 18 | 1 |

| 20 |

| 22 |  | 2 |

| 22 |

| 19 | 2 | 2 | 2 |

| 22 |

| 19 | 2 | 2 | 2 |

| 21 | 4 |

| 19 | 2 | 3 |  |

| 20 | 5 |

| 18 | 2 | 3 | 2 |

| 19 | 6 |

| 18 | 2 | 3 |  |  |

| 20 | 5 |